# Генко (прва ера)
Генко (元亨) је јапанска ера (ненко) која је настала после Гено и пре Шочу ере. Временски је трајала од фебруара 1321. до децембра 1324. године и припадала је Камакура периоду. Владајући монарх био је цар Го-Даиго.

## Важнији догађаји Генко ере
- 1321. (Генко 1, други месец): Умире „удаиџин“ Фуџивара но Саионџи Кинакира.[5]
- 1321. (Генко 1, четврти месец): Бивши цар Го-Уда наређује изградњу мале капеле у манастиру Даикаку-џи где је живео након повлачења.[5]
- 1321. (Генко 1, пети месец): Цар посећује Даикаку-џи како би видео нову капелу.[5]
- 1321. (Генко 1, шести месец): Умире Хоџо Канетоки.[5]
- 1321. (Генко 1, дванаести месец): Хоџо Норисада, даимјо провинције Суруга именован је новим гувернером Кјота а Хоџо Хидетоки војним гувернером Кјушуа.[5]
- 1322. (Генко 2, први месец): Цар посећује бившег цара Го-Уду у Даикаку-џи манастиру где је забављен музичким концертом.[6]
- 1322. (Генко 2, први месец): Саионџи Санекаме умире у 74 години.[6]
- 1322. (Генко 3, трећи месец): Ичиџо Улицуне губи позицију кампакуа и замењује га Куџо Фусазане.[6]